# Relaciones Estados Unidos-Timor Oriental
Las relaciones Estados Unidos-Timor Oriental son las relaciones diplomáticas entre Estados Unidos y Timor Oriental. Karen Clark Stanton es la actual embajadora de los Estados Unidos en Timor Oriental.

## Historia

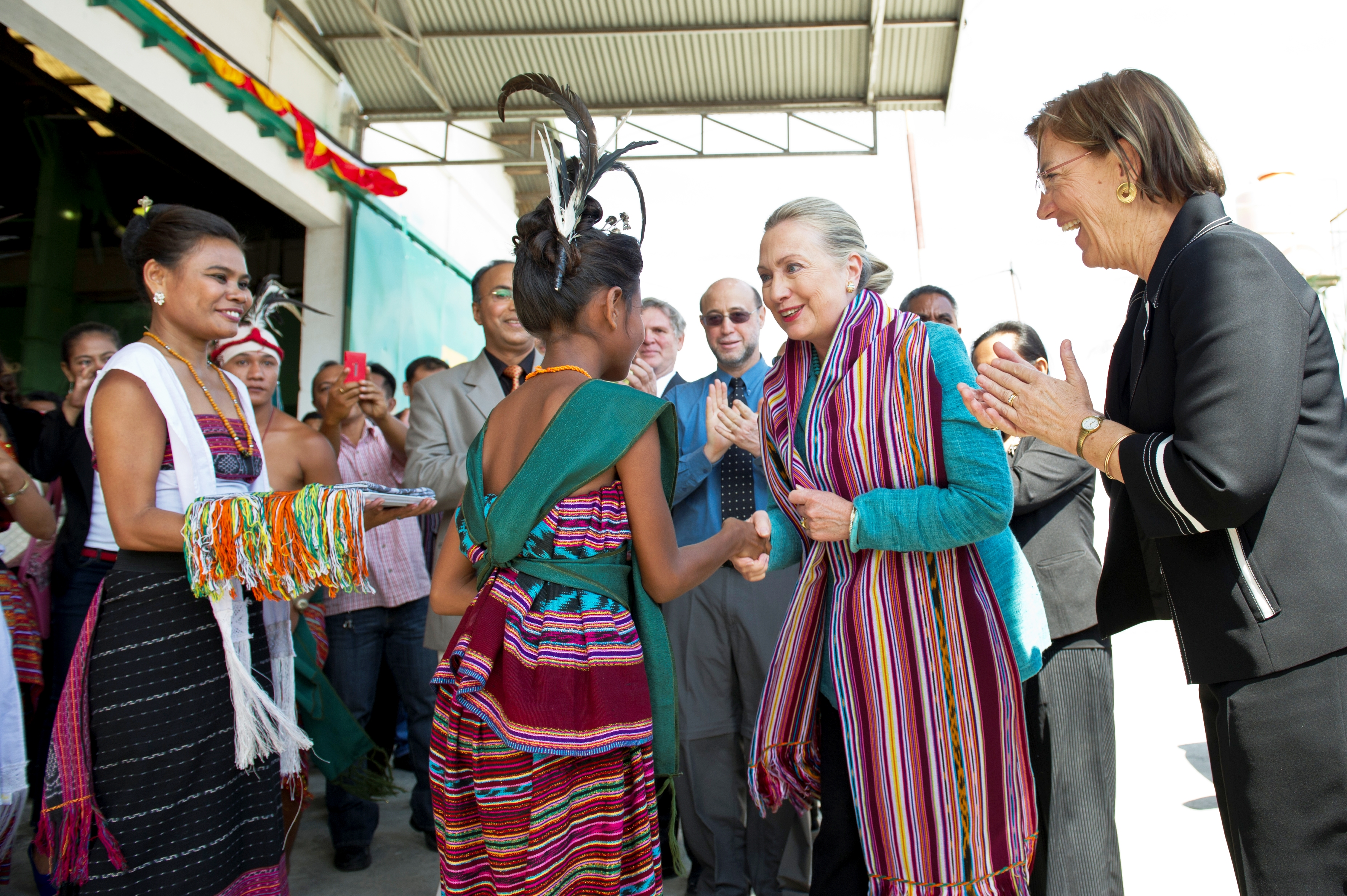
La secretaria de Estado de los Estados Unidos Hillary Clinton, acompañada por la embajadora de los Estados Unidos en Timor-Leste Judith Fergin, es recibida por bailarinas tradicionales en la Cooperativa Cafe Timor en Dili, Timor-Leste, 6 de septiembre de 2012

Timor-Leste mantiene una embajada en Washington D. C., así como una Misión Permanente en Ciudad de Nueva York en Naciones Unidas. Estados Unidos tiene un gran programa bilateral de asistencia para el desarrollo, $ 20.6 millones en 2007, y también contribuye con fondos como miembro principal de una serie de agencias multilaterales como el Banco Asiático de Desarrollo y el Banco Mundial. Los Estados Unidos Cuerpo de Paz ha operado en Timor-Leste desde 2002, pero suspendió sus operaciones en mayo de 2006 debido a la inestabilidad y la inestabilidad.
La embajada de los Estados Unidos en Timor-Leste se encuentra en Praia de Coquieros, Dili. Karen Clark Stanton es la embajadora de los Estados Unidos en Timor Oriental. Mark Anthony White es el director de la Misión de USAID. Roberto Quiroz es el oficial de Asuntos Políticos / Económicos / Comerciales. El comandante Ron Sargent es el representante del Departamento de Defensa de los Estados Unidos.

## Ayuda

### Desarrollo del proceso político
La USAID comenzó a apoyar el desarrollo de procesos políticos y electorales democráticos efectivos en Timor-Leste en 1999. Entre 2001 y 2008, USAID otorgó $ 2.215.997 a International Foundation for Electoral Systems (IFES), $ 3.619.134 al Instituto Republicano Internacional (IRI), y $ 3.728.490 al Instituto Nacional Demócrata (NDI) . Este dinero apoyó a IFES en el desarrollo del marco y el proceso electoral, el IRI en el desarrollo de los partidos políticos y el NDI en el aumento de la participación ciudadana y el gobierno local.